# Barbara Brezigar
Barbara Brezigar (ur. 1 grudnia 1953 w Lublanie) – słoweńska prawniczka i polityk, w 2000 minister sprawiedliwości, w latach 2005–2011 prokurator generalny, kandydatka w wyborach prezydenckich w 2002.

## Życiorys
Absolwent prawa na Uniwersytecie Lublańskim (1977). Po ukończeniu szkoleń zawodowych podjęła pracę w prokuraturze, należąc przed 1990 do partii komunistycznej. W 1993 stanęła na czele sekcji ds. przestępczości gospodarczej, a w 1996 powołano ją na szefa specjalnej grupy ds. zwalczania przestępczości zorganizowanej. Ustąpiła w 1999, wcześniej bez powodzenia ubiegając się o stanowisko prokuratora generalnego. Od czerwca do listopada 2000 sprawowała urząd ministra sprawiedliwości w gabinecie Andreja Bajuka. W 2000 bezskutecznie ubiegała się o mandat posłanki z ramienia Słoweńskiej Partii Demokratycznej, powracając następnie do zawodu prokuratora.
W 2002 wystartowała w wyborach prezydenckich jako niezależna z poparciem m.in. SDS i Nowej Słowenii. W drugiej turze głosowania przegrała z premierem Janezem Drnovškiem, otrzymując 43,4% głosów. Dołączyła do liberalno-konserwatywnego think tanku Zbor za republiko. W latach 2005–2011 zajmowała stanowisko prokuratora generalnego. W 2012 została sekretarzem stanu w resorcie spraw wewnętrznych w rządzie Janeza Janšy.